# Хуанган (гора)
Хуанганшань (кит.: 黄岗山, піньінь: Huánggǎng shan) — гора на межі між китайськими провінціями Фуцзянь та Цзянсі (переважно в першій), є частиною гірської системи Уїшань, що є частиною Світової спадщини ЮНЕСКО.

## Опис
Розташована на північному заході гірської системи Уїшань. Є найвищим піком Уїшань, досягає 2158 м. Значна частина території (98 %) вкрита первісними субтропічними лісами та іншою рослинністю. Широколистяні змішанні, хвойні, хвойно-листяні, бамбукові ліси тягнуться від нижньої частини гори до 1700 м над рівнем моря, ендемічні карликові ліси займають ділянку від 1700 до 1990 м, на окремих ділянках від 1400 м, від 2000 м розташовані серединні гірські луки. Біля карликових дерев у великі кількості присутні мхи
Клімат на верхивці характеризується відносно високою вологістю, сильними туманами, низькими температурами, сильним поривчастим вітром протягом усього року.

## Історія
Південна та північна частина гори за рішень уряди утворюють національний заповідник Уїшань. У 1999 році разом з іншими частина гірської системи Уїшань увійшла до переліку Світової спадщини ЮНЕСКО. Втім гора Хуанган не є відкритою для відвідання великих груп туристів задля екологічного захисту.